# Siamo tutti stanchi
Siamo tutti stanchi è il secondo album in studio della cantautrice italiana Giorgieness, pubblicato il 20 ottobre 2017.

## Descrizione
Il disco è stato pubblicato dall'etichetta discografica Woodworm e distribuito da Audioglobe, il 20 ottobre 2017 in formato digitale e in supporto fisico il 27 dello stesso mese.
Dall'album sono stati estratti i singoli Dimmi dimmi dimmi, il 17 maggio, Calamite, in radio dall'11 ottobre e in seguito distribuito dal 13, e Che cosa resta, il 24 novembre 2017.

## Tracce
Testi di Giorgia D'Eraclea, musiche di Giorgia D'Eraclea e Davide Lasala.
1. Avete tutti ragione – 2:43
2. Calamite – 3:38
3. Dimmi dimmi dimmi – 3:30
4. Vecchi – 3:10
5. Essere te – 2:29
6. Che cosa resta – 2:33
7. Controllo – 2:45
8. Fotocamera – 3:32
9. Umana – 3:29
10. Mya – 3:49

## Formazione
- Giorgia D'Eraclea – voce, chitarre
- Andrea De Poi – basso
- Davide Lasala – chitarre, tastiere
- Lou Capozzi – batteria